# ضريح أحمد سنجر
ضريح أحمد سنجر هو ضريح تاريخي يعود إلى الدولة السلجوقية، وتقع في مرو الشاهجان. هذا المبنى هو قبر أحمد سنجر. تم بناؤه عام 1157 في مدينة القرون الوسطى مرو في صحراء كاراكوم في تركمانستان. طوال فترة حكمه، حارب سنجر عدة غزوات وانتفاضات حتى هزمه الأوغوز في النهاية. هاجمها المغول وأحرقوا الضريح. تم ترميمه لاحقًا من قبل المهندسين المعماريين السوفييت والتركمان والأتراك خلال القرنين العشرين والحادي والعشرين. المقبرة جزء من منتزه الدولة التاريخي والثقافي «مرو القديمة» ، أحد مواقع التراث العالمي لليونسكو.
تم بناء القبر من قبل خليفة سنجر، محمد بن عزيز، على طول طريق الحرير. وهي على شكل مكعب تعلوه قبة يبلغ ارتفاعها 27 متراً. يبلغ ارتفاع الجدران 14 متراً ، وعرض القبة بأكملها 17 متراً في 17 متراً. على الرغم من ترميمه، لا يزال القبر يفتقد إلى ميزات مثل الطابق الثاني والقبة الخارجية المغطاة باللون الفيروزي والمباني المحيطة بالمجمع. على الرغم من أن القبر في حالة خراب، فهو أحد الأمثلة القليلة الباقية على العمارة الجنائزية السلجوقية.

## الغزو المغولي
في عام 1221، هاجم المغول بقيادة تولي خان مرو، التي استسلمت بعد حصار دام سبعة أيام. عند استسلام المدينة، ذبح المغول سكان المدينة واستعبدوا حوالي أربعمائة حرفي وعدد من الأطفال. يذكر المؤرخ العربي ابن الأثير أن 700,000 شخص قتلوا خلال غزو المغول لمرو. أحرق المغول معظم مباني المدينة ، بما في ذلك قبر أحمد سنجر. وفقًا لابن الأثير ، فإن المغول «أشعلوا النار في المدينة وأحرقوا ضريح السلطان سنجر ، بعد أن حفروا قبره بحثًا عن الأشياء الثمينة». تسبب الحريق في أضرار جسيمة للمبنى ، ودمر الكثير من الطوب الخارجي للضريح وتسبب في انهيار القبة الخارجية للمبنى. ظلت ميرف خالية من السكان بشدة في الفترة التي أعقبت الغزو المغولي وتدهورت المقبرة أكثر بسبب قرون من الإهمال.

## أعلام
- أحمد سنجر